# 羽生和永
羽生和永（日语：／ Hanyū Kazue，1950年9月8日—）是日本女子竞技体操运动员。她曾参加1968年和1972年夏季奥林匹克运动会，也曾在1974年亚洲运动会上获得女子团体全能铜牌。